# Pseudomops boliviensis
Pseudomops boliviensis är en kackerlacksart som beskrevs av Karlis Princis 1948. Pseudomops boliviensis ingår i släktet Pseudomops och familjen småkackerlackor.
Artens utbredningsområde är Bolivia. Inga underarter finns listade i Catalogue of Life.